# Гульчак, Вадим
Вадим Гульчак (рум. Vadim Gulceac; род. 6 августа 1998) — молдавский футболист, нападающий, играющий за клуб «Петрокуб».

## Биография

### Клубная карьера
Занимался футболом с семи лет, тренеры — Василий Владимирович Ганя, Вячеслав Иванович Рогак. В 2012 году в юношеском чемпионате Молдавии забил 19 голов в составе бельцской «Олимпии» и стал серебряным призёром турнира.
Дебютировал в высшем дивизионе Молдавии в 15-летнем возрасте, 11 апреля 2014 года в матче против «Динамо-Авто» (1:4), отыграв полный матч. В следующем сезоне принял участие в 15 матчах, но ни один из них не отыграл полностью. В дальнейшем продолжает выступать за «Зарю», но игроком основного состава не является. В сезоне 2016/17 был заявлен для участия в Лиге Европы 2016/17, но на поле не выходил.

### Карьера в сборной
В 2014 году принял участие в трёх матчах отборочного турнира Чемпионата Европы 2015 среди 17-летних в составе сборной Молдавии. В январе следующего года участвовал в «Кубке развития» в Минске, забил один из голов в матче с Белоруссией (2:2).
В 2016 году выступал в матчах отборочного турнира чемпионата Европы среди 19-летних, а также принимал участие в Мемориале Гранаткина.